# 志井駅 (北九州高速鉄道)
志井駅（しいえき）は、福岡県北九州市小倉南区志井四丁目にある、北九州高速鉄道（北九州モノレール）小倉線の駅。駅番号は「12」。
小倉南区大字志井に九州旅客鉄道（JR九州）日田彦山線の志井駅が存在するが、直線距離で2 km以上離れた別の駅である。
モノレールと日田彦山線は隣の企救丘駅と九州旅客鉄道（JR九州）日田彦山線の志井公園駅が約200 mと近接している。

## 歴史
- 1985年（昭和60年）1月9日：開業[1]。
- 2015年（平成27年）10月1日：ICカード「mono SUGOCA」の利用が可能となる[2]。

## 駅構造
相対式ホーム2面2線を有する高架駅。

### のりば
| 番線 | 路線    | 行先       |
| ---- | ------- | ---------- |
| 1    | ■小倉線 | 企救丘方面 |
| 2    | ■小倉線 | 小倉方面   |

## 利用状況
2019年度の1日平均乗降人員は2,335人である。

## 駅周辺
- 志井ニュータウン
- 北九州工業高等専門学校
- エフコープ志井店
- 小倉志井郵便局
- 北九州霊園
- 北九州市立企救丘市民センター

## 隣の駅
北九州高速鉄道
■小倉線
徳力嵐山口駅(11) - 志井駅(12) - 企救丘駅(13)